# Conor Lyne
Conor Michael Lyne (* 24. Februar 1993 in Reading, Vereinigtes Königreich) ist ein ehemaliger irischer Skirennläufer.

## Biographie
Lyne wurde in Reading als Sohn eines irischen Paares geboren, später wanderte die Familie in die Vereinigten Staaten aus und ließ sich in Utah nieder.
Sein internationales Renndebüt gab er am 4. Januar 2009 bei einem FIS-Riesenslalom in Park City, Utah. Sein erstes internationales Großereignis bestritt er etwas mehr als zwei Jahre später, bei den Weltmeisterschaften in Garmisch-Partenkirchen. Dort erreichte er den 68. Rang im Riesenslalom. Bis zu diesem Zeitpunkt war Lyne lediglich bei FIS-Rennen in den Vereinigten Staaten an den Start gegangen.
2014 wurde Lyne für die Olympischen Winterspiele in Sotschi nominiert. Dort erreichte er im Slalom Platz 40, im Riesenslalom schied er aus. Dies war zugleich sein bestes Ergebnis bei einem internationalen Großereignis überhaupt.
Seine letzten internationalen Rennen bestritt Lyne 2017 bei den Weltmeisterschaften in St. Moritz, danach ist er nicht mehr als Rennläufer in Erscheinung getreten.

## Erfolge

### Olympische Winterspiele
- Sotschi 2014: 40. Slalom, DNF Riesenslalom

### Weltmeisterschaften
- Garmisch-Partenkirchen 2011: 68. Riesenslalom, DNQ Slalom
- Schladming 2013: 52. Riesenslalom, DNF Slalom
- Vail/Beaver Creek 2015: 41. Slalom, DNQ Riesenslalom
- St. Moritz 2017: 70. Riesenslalom, DNQ Slalom

### Weitere Erfolge
- 5 Platzierungen unter den besten 10 bei FIS-Rennen